# Banca della Repubblica Popolare del Laos
La banca della Repubblica Popolare del Laos è la banca centrale dello stato asiatico del Laos. La moneta ufficiale dello stato è lo kip. La banca controlla la massa monetaria, gestisce le riserve del Paese e supervisiona le banche commerciali che operano in Laos; è stata fondata il 7 ottobre 1968 ed è di proprietà statale.